# Юрий Патрикеевич
Князь Юрий Патрикеевич (ум. после 1439) — московский воевода и боярин во время правления великих князей Василия I Дмитриевича и Василия II Васильевича Тёмного, второй сын князя Патрикея Наримунтовича и Елены. Происходил из династии Гедиминовичей, был родоначальником князей Патрикеевых.
Имел братьев: Фёдора Патрикеевича Хованского и Александра Патрикеевича Корецкого.

## Биография
Отец Юрия, князь Патрикей Наримунтович, в 1408 году выехал из Великого княжества Литовского на службу к великому князю Московскому Василию I вместе с князем Свидригайлой. Благодаря близкому родству с великими князьями литовскими Патрикей был встречен с почётом. А его сын Юрий пользовался уважением Василия I и в 1418 году породнился с великим князем, благодаря чему занял первое место среди московских бояр. По сообщениям источников, Юрий Патрикеевич при этом «заехал» многих бояр Василия I.
В 1425 году Юрий Патрикеевич упомянут одним из свидетелей в завещании великого князя Василия I.
В 1433 году Юрий Патрикеевич был отправлен великим князем Василием II во главе армии к Костроме против галицких князей Василия Косого и Дмитрия Шемяки. Однако в состоявшейся у реки Кусь битве армия Юрия была разгромлена, а сам он попал в плен.
В 1434 году упомянут воеводою в Костроме.
В 1437 году Юрий Патрикеевич по приказу великого князя отправился послом в Новгород просить «чёрного бора» с жителей города, однако те ему отказали.
В 1439 году Василий II, отправившийся собирать войска, опасаясь набега Улу-Мухаммеда, оставил Юрия Патрикеевича первым воеводою для обороны Москвы
После 1439 года известий о Юрии Патрикеевиче нет. Его место в боярской думе унаследовал младший сын Иван, в то время как старший сын, Василий, судя по всему, умер рано.

## Брак и дети
По гипотезе историка XIX века А. В. Экземплярского, женой Юрия Патрикеевича была Мария Васильевна, дочь великого князя московского Василия I Дмитриевича. Но XXI веке историк В. А. Кучкин подверг сомнению версию о существовании Марии. Исследователь отметил, что в тексте Воскресенской летописи, на которую ссылался Экземплярский, приводится только перечень детей Юрия Патрикеевича, названного зятем великого князя, в то время как имя жены отсутствует. Кучкин указывает, что ни в летописях, ни в актах, ни в ранних родословных записях не подтверждается наличие у великого князя Василия I Дмитриевича дочери по имени Мария. Кроме того, в ряде источников женой Юрия Патрикеевича названа княгиня Анна, которая не могла быть дочерью Василия I: у того действительно была дочь, Анна Васильевна, однако она была выдана замуж за византийского императора Иоанна VIII Палеолога и умерла в Константинополе в августе 1417 года от чумы. По мнению Кучкина, женой боярина была Анна Дмитриевна, сестра Василия I. 
Дети:
- Василий (ум. в январе 1450[12]). Его потомками были князья Булгаковы, Голицыны, Куракины и Щенятевы.
- Иван Гвоздь (1419—1499), боярин 1461/1462, воевода, в 1499 году пострижен в монахи.
- Елена; муж: Иван Михайлович Челяднин, боярин[13]

## В культуре
Юрий Патрикеевич (под именем Юрья Патрикеевич) является персонажем романа Николая Полевого «Клятва при гробе Господнем. Русская быль XV века» (1832).